# Louis Morel
Louis-Désiré Morel (Houthem, 30 oktober 1880 - Scheut, 6 juni 1971) was een rooms-katholiek priester, missionaris, scheutist, aartsbisschop van Sui-Yuan.

## Levensloop
Louis-Désiré Morel was de achtste van vijftien kinderen in het gezin van Apollinaire-René Morel (Houthem, 4 september 1840 -12 december 1908) en Marie Vernon. Apollinaire was schoolmeester en gemeentesecretaris van Houthem.
Na de humaniora te hebben volbracht aan het Sint-Vincentiuscollege in Ieper, trad Louis in bij de scheutisten en werd in 1905 tot priester gewijd. In 1906 vertrok hij naar China. In 1930 werd hij provinciaal voor de scheutisten in het bisdom Sui-Yuan. In 1932 werd hij voorzitter van het tribunaal dat een verslag moest maken van de gelovigen die tijdens de Bokseropstand de marteldood stierven. Morel stelde het eindverslag van de bevindingen op. In 1938 werd hij benoemd tot apostolisch vicaris en tot bisschop gewijd. In 1946 werd hij benoemd tot aartsbisschop van Sui-Yuan.
In 1951 nam hij ontslag ten gunste van een Chinese opvolger en verliet de Volksrepubliek China.
Terug in Europa nam hij deel aan de verschillende sessies van het Tweede Vaticaans Concilie.

## Stevenisme
Terug in België werd hij door het Vaticaan belast met de opdracht de nog overblijvende stevenisten te trachten te verzoenen met de rooms-katholieke kerk. Hij slaagde er grotendeels in, ook al bleven er nog een paar kleine groepen die hun onafhankelijkheid niet wilden opgeven.

## Publicaties
- Nos Martyrs de Chine, Brussel, 1961.